# River Radamus
 River Radamus, né le 12 février 1998, est un  skieur alpin américain.

## Biographie
En 2016 à Lillehammer, il devient triple champion olympique de la jeunesse en super G, slalom géant et combiné.
En 2017, il est vice-champion du monde juniors de combiné à Åre. Il prend la 2de place de la Coupe nord-américaine de combiné.
En 2018, il est vice-champion du monde juniors de super G à Davos. Cette même année il remporte le classement général de la Coupe nord-américaine, en terminant 2e du slalom, 3e du super G et du combiné.
En 2019 à Val di Fassa, il est sacré double champion du monde juniors en super G et en slalom géant. Il est aussi vice-champion du monde juniors par équipe avec les États-Unis.
En décembre 2019, il obtient son premier top-15 en slalom parallèle de coupe du monde en prenant la 14e place de l'épreuve d'Alta Badia. En novembre 2020, il devient champion des États-Unis se slalom géant à Copper Mountain.
En février 2021, il réalise de bons championnats du monde (seniors) à Cortina d'Ampezzo en se classant 8e du parallèle et 11e du slalom géant. Fin février il obtient son premier top-15 en slalom géant de coupe du monde en prenant la 14e place de l'épreuve de Bansko. En avril il devient champion des États-Unis de super G à Aspen.
En octobre et décembre 2021, il prend 2 très bonnes 6e places en slalom géant de Coupe du monde à Sölden et à Alta Badia. À la fin de la saison, il pointe à la 15e place du classement général de la spécialité. En février 2022, il est sélectionné pour disputer ses premiers jeux olympiques à Pékin. Il termine 2 fois au pied du podium avec une très belle 4e place au slalom géant, ainsi qu'une 4e place dans le parallèle par équipe nationale. Il se classe aussi 15e du super G.
En février 2023, il dispute ses seconds championnats du monde à Courchevel et Méribel. Il est sacré champion du monde avec les États-Unis de l'épreuve par équipe. Il termine le combiné au pied du podium avec une belle 4e place. Il se classe aussi 12e du géant, 15e du parallèle et 16e du super G.
Le 24 février 2024, il décroche son premier podium de coupe du monde en slalom géant avec une 3e place dans l'épreuve de Palisades Tahoe. Il finit la saison à la 11e place du classement général de la coupe du monde de slalom géant. Fin mars il est double champion des États-Unis de slalom géant et de super G.
En février 2025, il participe à ses quatrièmes championnats du monde à Saalbach. Il y prend en individuel la 17e place du slalom géant et la 19e du super G. Il s'y classe aussi 4e avec l'équipe des États-Unis (Paula Moltzan, Nina O'Brien et Isaiah Nelson) de la compétition par équipes mixtes. Fin mars à Vail, il est sacré pour la troisième fois champion des États-Unis.

## Palmarès

### Jeux olympiques
| Épreuve / Édition | Super G | Slalom géant | Team event |
| JO 2022 Pékin     | 15e     | 4e           | 4e         |

### Championnats du monde
| Édition / Epreuve               | Descente | Super G | Slalom géant | Slalom  | Combiné | Parallèle | Team event |
| Mondiaux 2021 Cortina d'Ampezzo | -        | -       | 11e          | -       | -       | 8e        | 6e         |
| Mondiaux 2023 Courchevel        | -        | 16e     | 12e          | -       | 4e      | 15e       | Or         |
| Mondiaux 2025 Saalbach          | -        | 19e     | 17e          | Abandon | -       | -         | 4e         |

### Coupe du monde
- Meilleur classement général : 32e en 2023-2024 avec 275 points.
- Meilleur classement de super G : 26e en 2024-2025 avec 50 points.
- Meilleur classement de slalom géant : 11e en 2023-2024 avec 217 points.
- Meilleur classement de slalom : 46e en 2023-2024 avec 12 points.
- Meilleur classement de slalom parallèle : 25e en 2020-2021 avec 18 points.

- 13 tops-10 dont 1 podium en slalom géant.

#### Classements
| Saison / Épreuve | Saison / Épreuve | Général | Général | Descente | Descente | Super G | Super G | Slalom géant | Slalom géant | Slalom | Slalom | Combiné | Combiné | Parallèle | Parallèle |
| ---------------- | ---------------- | ------- | ------- | -------- | -------- | ------- | ------- | ------------ | ------------ | ------ | ------ | ------- | ------- | --------- | --------- |
| Saison / Épreuve | Saison / Épreuve | Class.  | Points  | Class.   | Points   | Class.  | Points  | Class.       | Points       | Class. | Points | Class.  | Points  | Class.    | Points    |
| 2019             | 2019             | 142e    | 7       | -        | -        | -       | -       | 49e          | 7            | -      | -      | -       | -       | -         | -         |
| 2020             | 2020             | 129e    | 18      | -        | -        | -       | -       | -            | -            | -      | -      | -       | -       | 25e       | 18        |
| 2021             | 2021             | 87e     | 57      | -        | -        | -       | -       | 28e          | 57           | -      | -      | -       | -       | -         | -         |
| 2022             | 2022             | 57e     | 147     | -        | -        | -       | -       | 15e          | 147          | -      | -      | -       | -       | -         | -         |
| 2023             | 2023             | 63e     | 114     | -        | -        | 45e     | 19      | 20e          | 95           | -      | -      | -       | -       | -         | -         |
| 2024             | 2024             | 32e     | 275     | -        | -        | 27e     | 46      | 11e          | 217          | 46e    | 12     | -       | -       | -         | -         |
| 2025             | 2025             | 36e     | 266     | -        | -        | 26e     | 50      | 12e          | 212          | 53e    | 4      | -       | -       | -         | -         |

### Championnats du monde juniors
| Épreuve / Édition          | Descente | Super G | Slalom géant | Slalom  | Combiné | Team event |
| Mondiaux 2017 Åre          | 10e      | 28e     | 33e          | Abandon | Argent  | -          |
| Mondiaux 2018 Davos        | 24e      | Argent  | Abandon      | 9e      | 8e      | -          |
| Mondiaux 2019 Val di Fassa | 8e       | Or      | Or           | Abandon | 4e      | Argent     |

### Jeux olympiques de la jeunesse
| Épreuve / Édition    | Slalom  | Super G | Slalom géant | Combiné | Team event |
| JOJ 2016 Lillehammer | Abandon | Or      | Or           | Or      | 9e         |

### Coupe nord-américaine
17 podiums dont 6 victoires.

#### Classements
| Saison / Épreuve | Saison / Épreuve | Général | Général | Descente | Descente | Super G | Super G | Slalom géant | Slalom géant | Slalom | Slalom | Combiné | Combiné |
| ---------------- | ---------------- | ------- | ------- | -------- | -------- | ------- | ------- | ------------ | ------------ | ------ | ------ | ------- | ------- |
| Saison / Épreuve | Saison / Épreuve | Class.  | Points  | Class.   | Points   | Class.  | Points  | Class.       | Points       | Class. | Points | Class.  | Points  |
| 2017             | 2017             | 19e     | 389     | 18e      | 58       | 13e     | 145     | 29e          | 53           | 74e    | 7      | 2e      | 126     |
| 2018             | 2018             | 1er     | 1035    | 15e      | 50       | 3e      | 249     | 4e           | 308          | 2e     | 278    | 3e      | 150     |
| 2019             | 2019             | 6e      | 632     | 21e      | 38       | 6e      | 180     | 4e           | 276          | 19e    | 130    | 34e     | 8       |
| 2020             | 2020             | 6e      | 547     | -        | -        | 6e      | 140     | 5e           | 230          | 22e    | 97     | 4e      | 80      |